# Jardín acuático

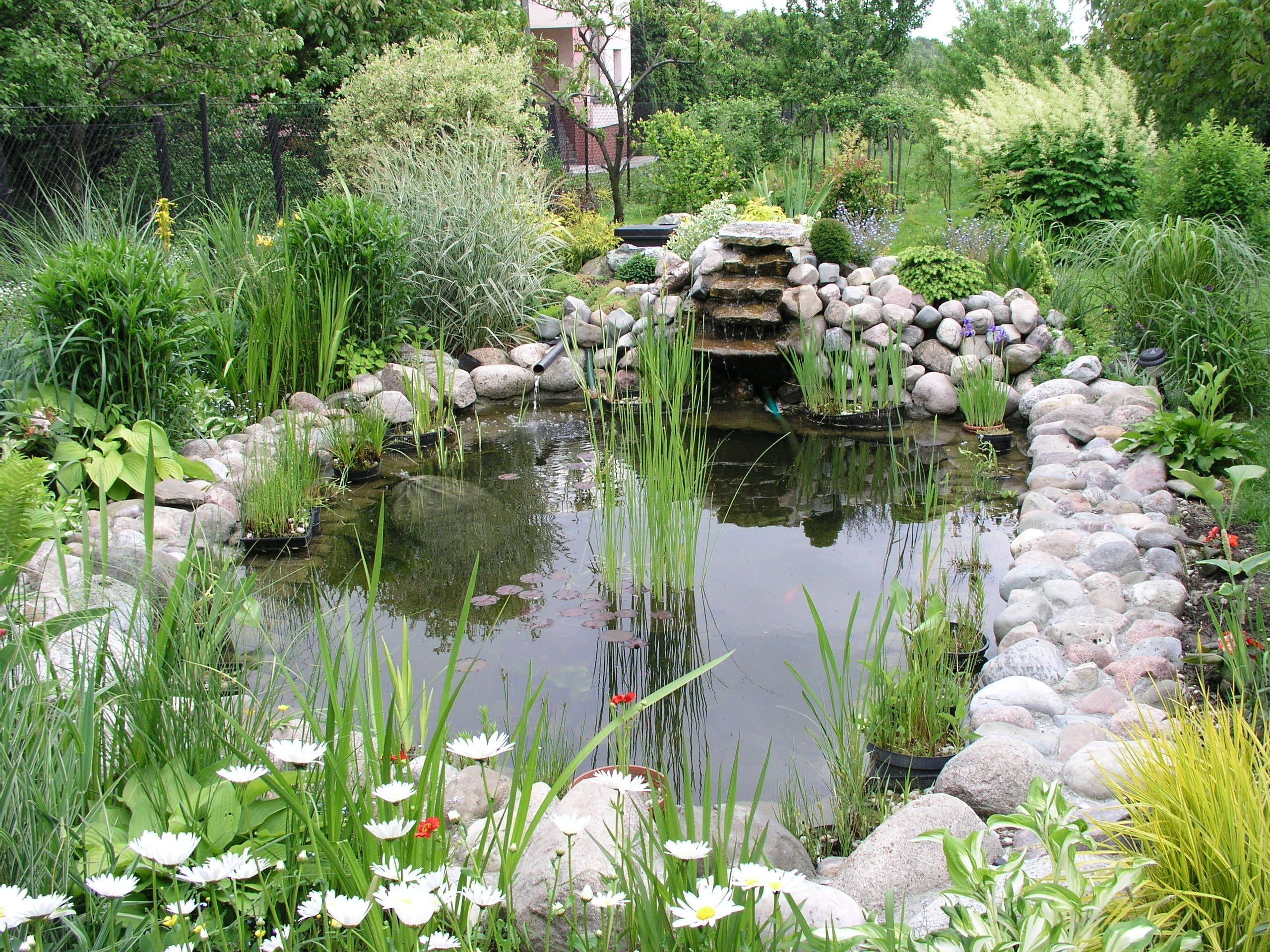
Estanque decorativo.

Un jardín acuático es una obra de jardinería con especies de plantas acuáticas o palustres. En sentido amplio podríamos incluir estanques, acuarios, y jardines donde el agua y las plantas tengan un papel preponderante.
Aunque los jardines acuáticos puede ser casi de cualquier tamaño o profundidad, por lo general suelen ser pequeños y relativamente poco profundos, con menos de veinte centímetros de profundidad. Esto es así porque la mayoría de las plantas acuáticas son sensibles a la profundidad y requieren una profundidad de agua determinada para prosperar. Las especies que deben aclimatarse en cada jardín acuático, en última instancia, determinan el área real de la superficie y la profundidad requeridos.

## Jardinería acuática y acuariofilia
El auge en las últimas décadas de la acuariofilia ha promovido la aparición de nuevas disciplinas en cuanto a la jardinería acuática. El acercamiento de los aficionados a las especies de plantas que se venían manteniendo en acuarios, y la nueva perspectiva que se tiene hoy en día de los acuarios con plantas, más allá del mero recipiente con peces, nos proporciona una nueva perspectiva del acuario más cercana a la de un jardín en miniatura.
La influencia de artistas asiáticos como Takashi Amano, han permitido la expansión y el desarrollo de esta modalidad, fusionando la jardinería, la acuariofilia y el arte en una sola disciplina que cada día gana más adeptos. Aquí es donde se introduce el concepto de paisajismo acuático, donde con elementos naturales como plantas, madera y rocas se recrean paisajes tanto terrestres como acuáticos dentro de una urna.

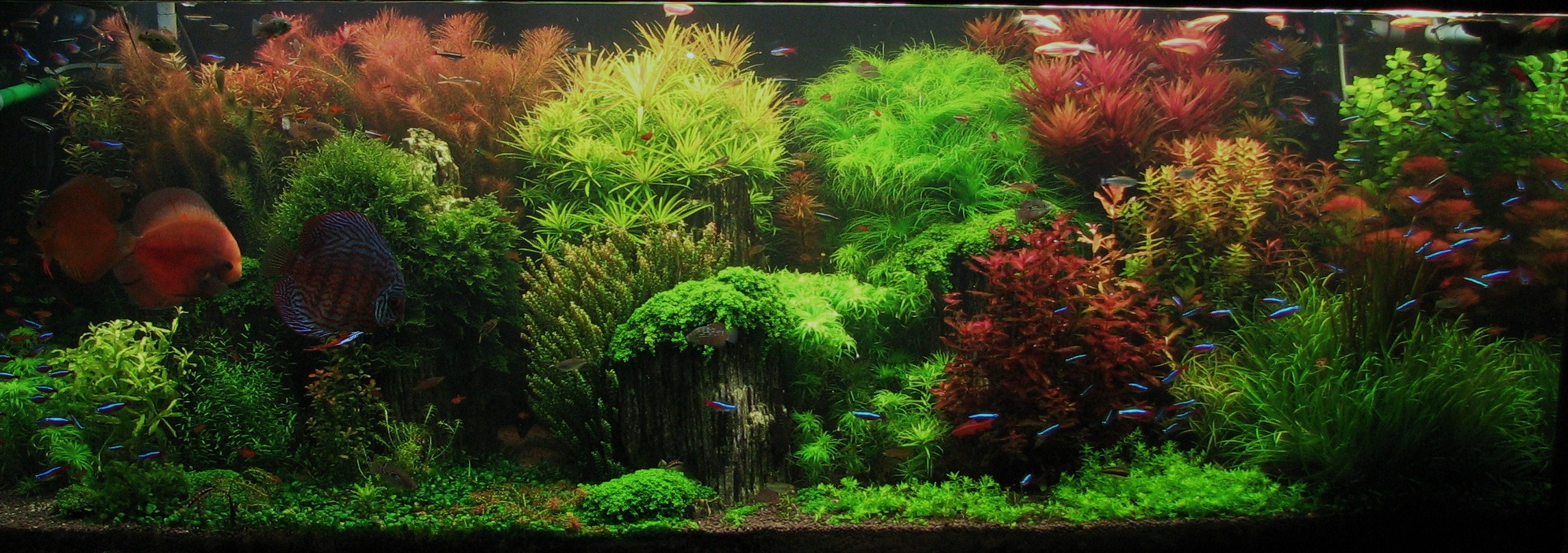
Acuario de estilo neerlandés.
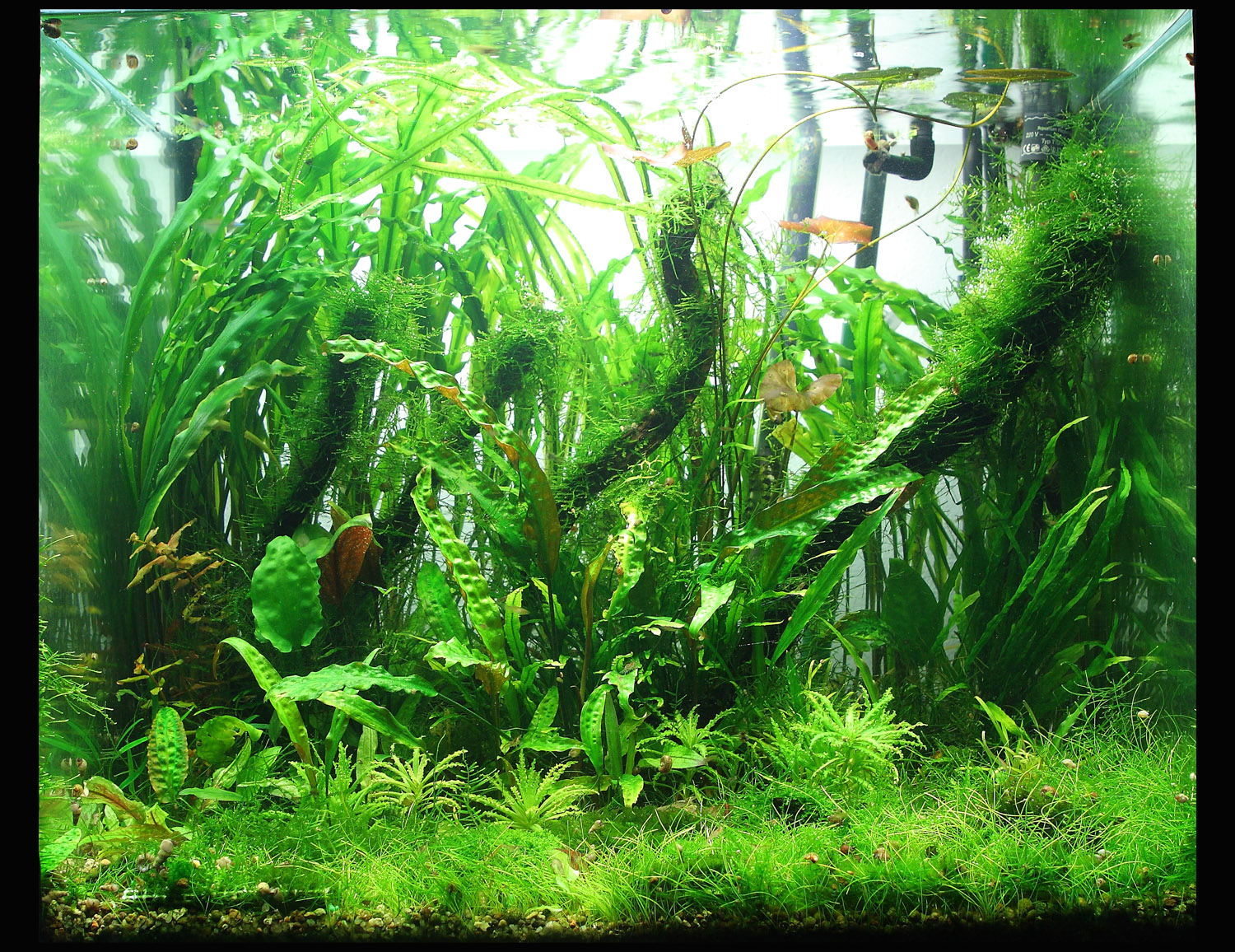
Jardín acuático en acuario, a base de especies de Cryptocoryne.
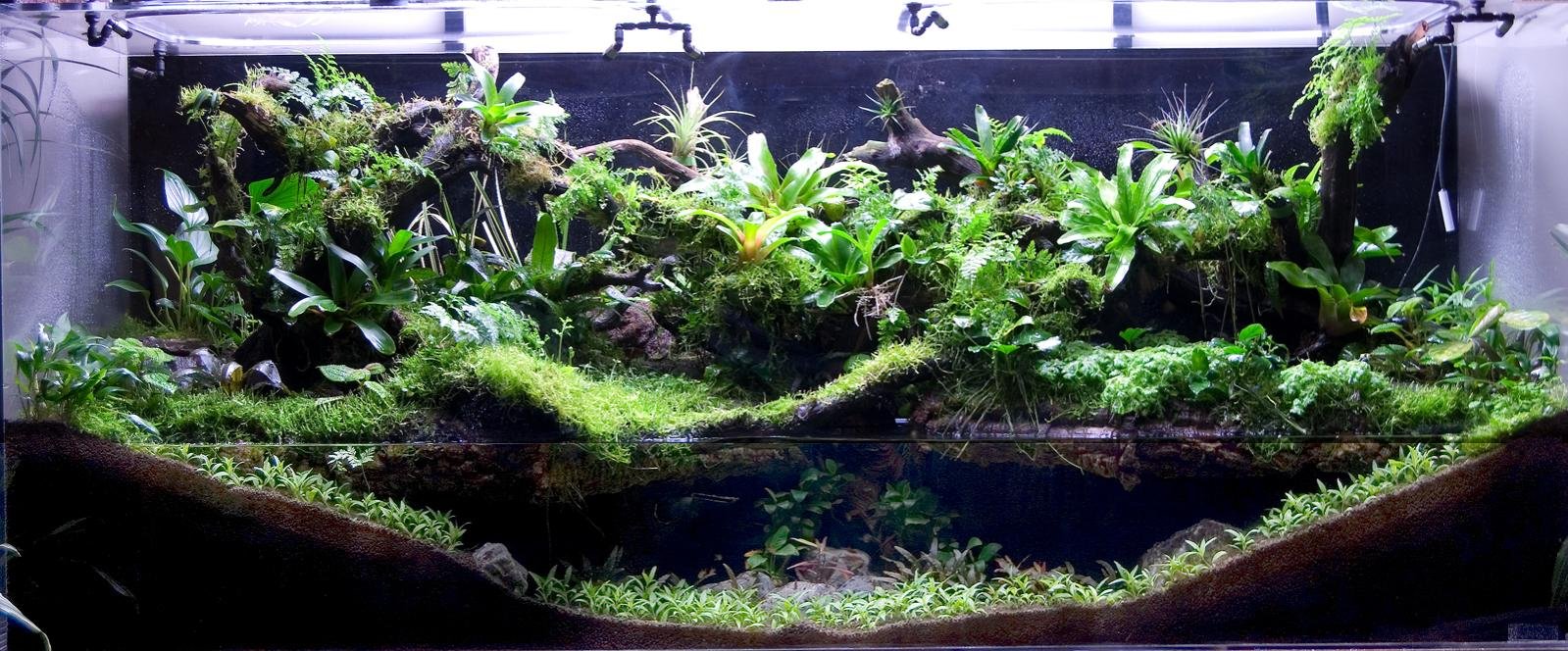
Paludario.

## Problemática
Los jardines acuáticos y la actividad comercial que generan son causa de la introducción en diversos ecosistemas de peligrosas especies exóticas invasoras, como el caso del camalote o la azola, que generan diversos daños en los ecosistemas.